# Koufóvouno
Koufóvouno är en ort i Grekland.   Den ligger i prefekturen Nomós Évrou och regionen Östra Makedonien och Thrakien, i den nordöstra delen av landet, 400 km nordost om huvudstaden Aten. Koufóvouno ligger 61 meter över havet och antalet invånare är 883.
Terrängen runt Koufóvouno är platt åt nordost, men åt sydväst är den kuperad. Runt Koufóvouno är det ganska glesbefolkat, med 50 invånare per kvadratkilometer. Närmaste större samhälle är Didymóteicho, 5,0 km öster om Koufóvouno. Trakten runt Koufóvouno består till största delen av jordbruksmark.